# باسكال شميت (لاعب كرة قدم)
باسكال شميت (بالألمانية: Pascal Schmidt)‏ (2 مايو 1993 بشتوتغارت في ألمانيا - ) هو لاعب كرة قدم ألماني في مركز الدفاع. لعب مع شتوتغارت كيكرز ونادي شتوتغارت وStuttgarter Kickers II ‏.

## وصلات خارجية
- باسكال شميت (لاعب كرة قدم) على موقع قاعدة بيانات كرة القدم.إي يو (الإنجليزية)
- باسكال شميت (لاعب كرة قدم) على موقع بيانات كرة القدم. دي إي (الألمانية)
- باسكال شميت (لاعب كرة قدم) على موقع عالم كرة القدم.نت (الإنجليزية)